# 新鑑真
新鑑真（XIN JIAN ZHEN、しんがんじん）は、中日国際輪渡が運航する中国籍のフェリー。

## 概要
神戸港・神戸ポートターミナル（兵庫県神戸市）、大阪南港・国際フェリーターミナル（大阪府大阪市）と上海港（中国）を結ぶ国際定期フェリーである。中国船らしく船内には麻雀室を備えている。船名の由来は、失明や遣唐使の難破など度重なる苦難を乗り越えて来日を果たした唐代の中国僧・鑑真。
先代の鑑真の代船として尾道造船で建造され、1994年に就航した。先代の鑑真は有村産業が運航していた飛龍を改名したもので、本船は航路初の新造船となった。
2004年1月、通算1,000航海を達成した。
20フィートコンテナ250本のシャーシを積載可能で、冷凍コンテナコンセントも80本分が装備されている。ルーズカーゴの積載、その他の車両航送も行っているが、自家用車は積載できない。
その後は新型コロナウイルス対策に伴い客扱いを停止し貨物輸送のみとし、2024年6月の新造船「鑑真号」就航後も引き続き貨物船として継続使用されている。
- 運航会社 - 中日国際輪渡有限公司（上海市東大名路908号金岸大廈18楼）
- 総代理店 - 日中国際フェリー株式会社（〒550-0013 大阪市西区新町1丁目8番6号）

## 船内設備
船内では、日本円、人民元での支払いが可能である。（自動販売機、コインロッカーなどは日本円のみ対応）船内使用分に限り、米ドル、ユーロの日本円への両替を受け付けている。クレジットカードは利用できない。
- 客室
  - 貴賓室（洋室）2名×2室
  - 特別室（洋室）2名×8室、ソファ、テレビ、シャワー、トイレ付
  - 一等（洋室）4名×12室
  - 二等（洋室8名×30室・和室15-16名×3室）
- 施設
  - エントランス・ホール - A - C甲板の三層吹き抜け
  - ラウンジ
  - サンデッキ
  - レストラン（122席）
  - 売店
  - ゲームコーナー
  - 麻雀室
  - 卓球室
  - カラオケ
  - ダンスホール

## 航路

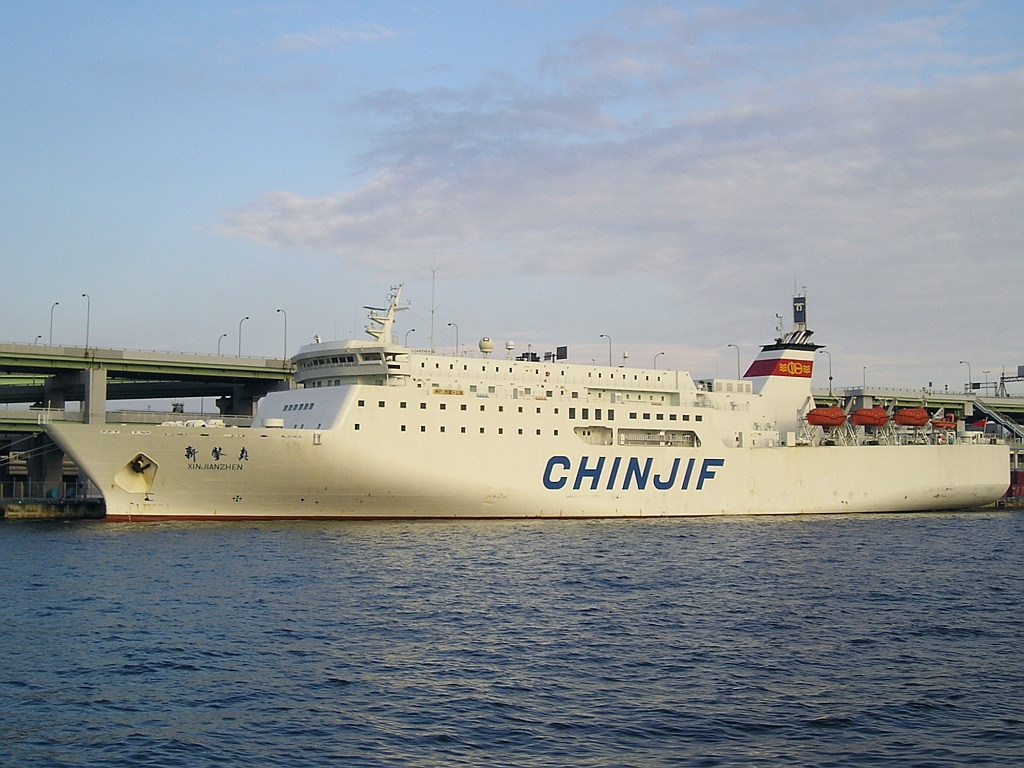
神戸ポートターミナルO2バースに接岸中の新鑑真

日本側の発着は便（週）ごとに大阪港と神戸港を交互に発着している。（以前は上海→大阪→回航→神戸→上海と上海→神戸→回航→大阪→上海を交互に行う三角運行だった）
臨時に運航日や寄港地が変更（臨時に他港に寄港）する事がある。また、1995年までは横浜港までの運航が行われていた。

### 乗船場所
- 神戸：神戸ポートターミナル - ポートライナー ポートターミナル駅より徒歩1分
- 大阪：大阪南港 - Osaka Metro（旧・大阪市営地下鉄) コスモスクエア駅より徒歩20分。または大阪シティバス（旧・市バス）に乗り換え「国際フェリー前」下車、徒歩5分。
- 上海：上海フェリー乗り場 - 上海国際港務（集団）股份有限公司軍工路4501号（5号門）[7]

## ギャラリー

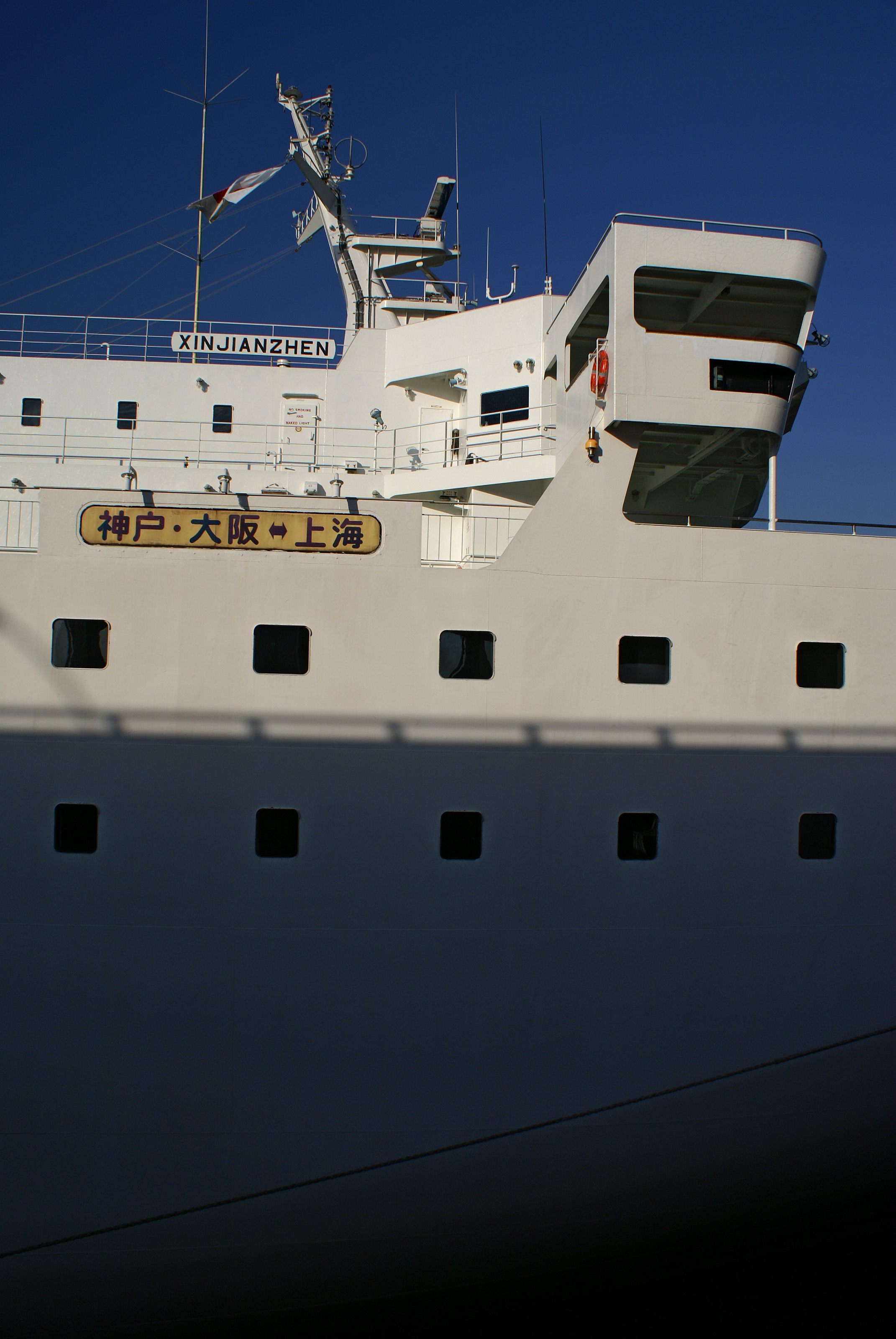
操舵室
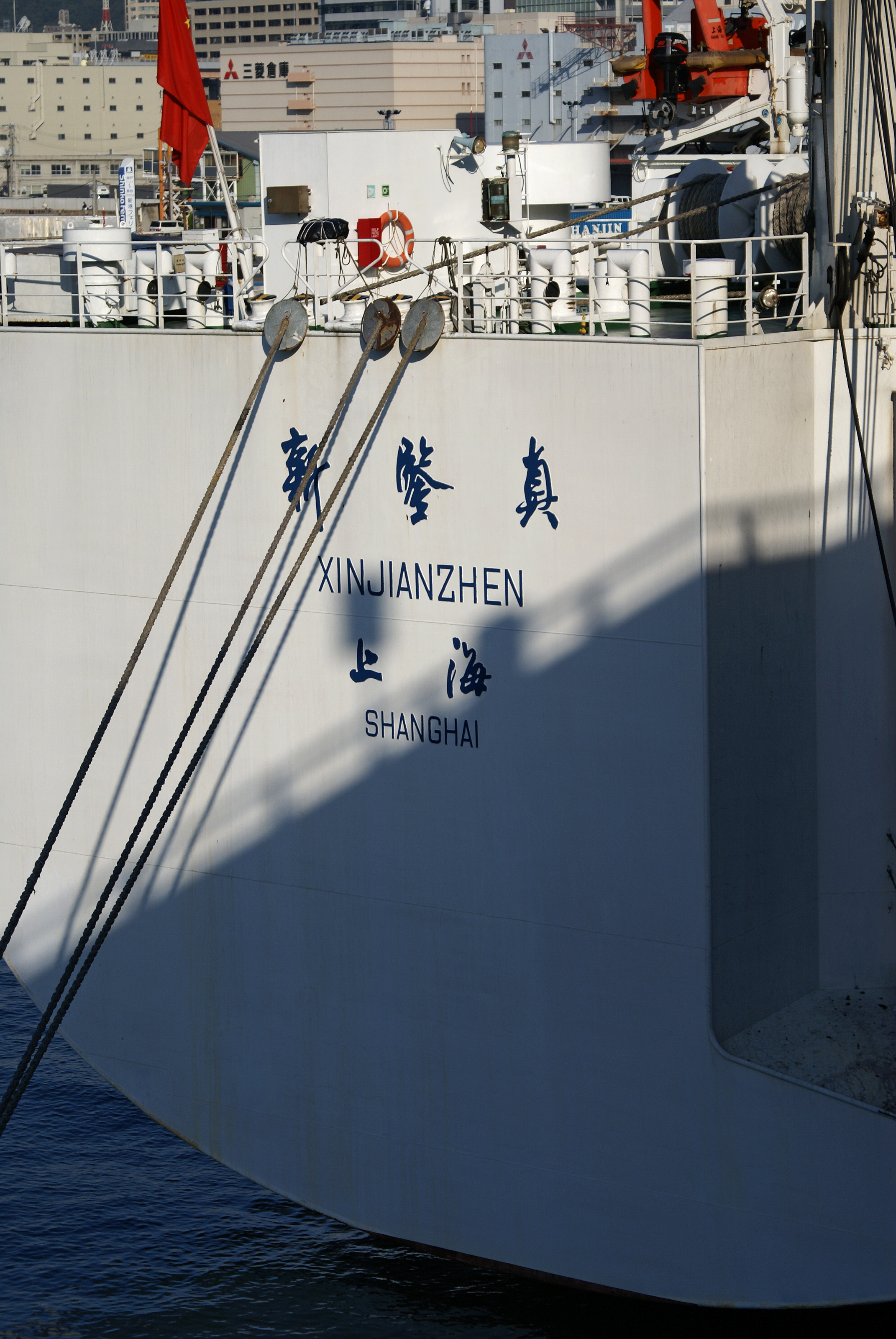
船尾
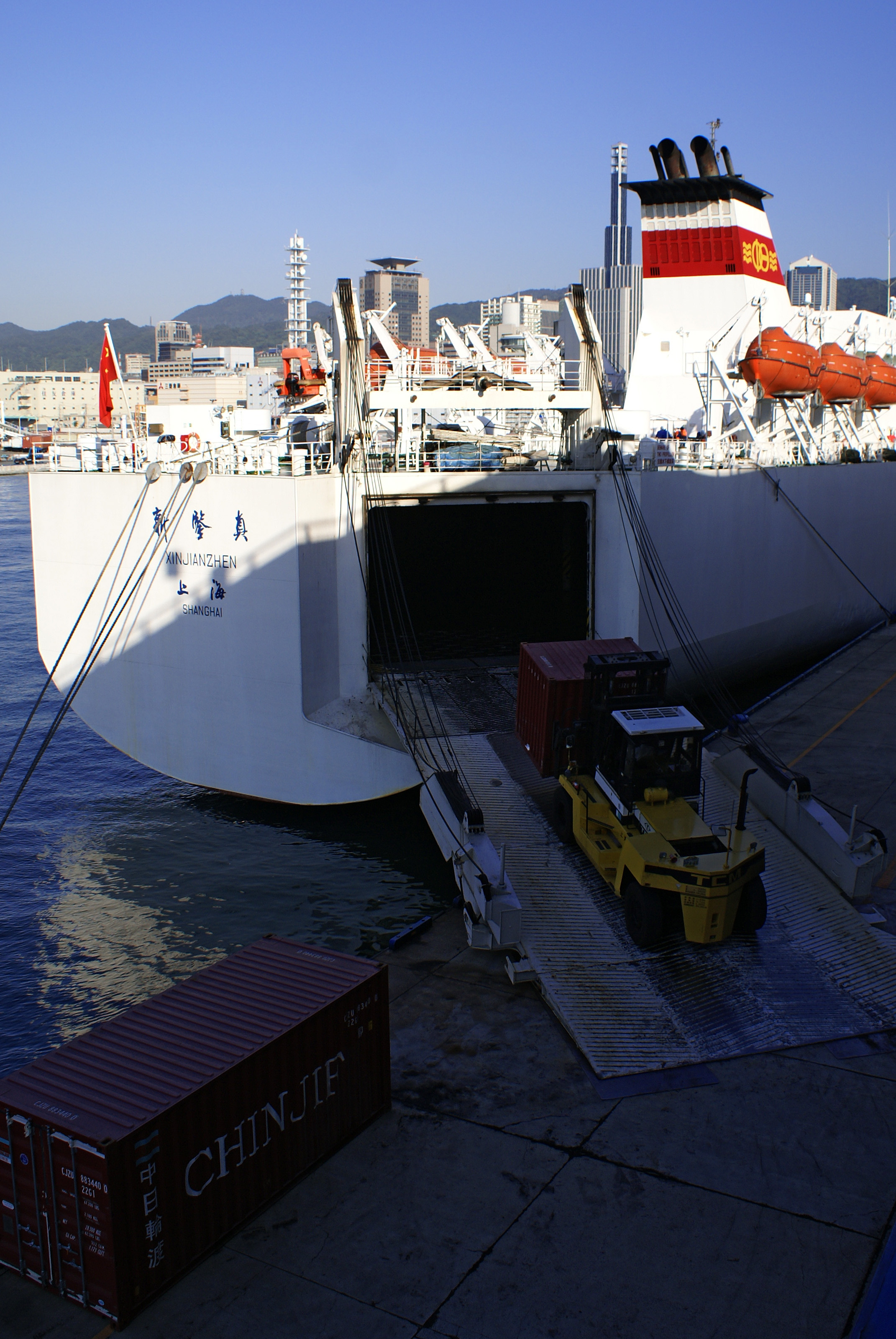
コンテナ運搬中
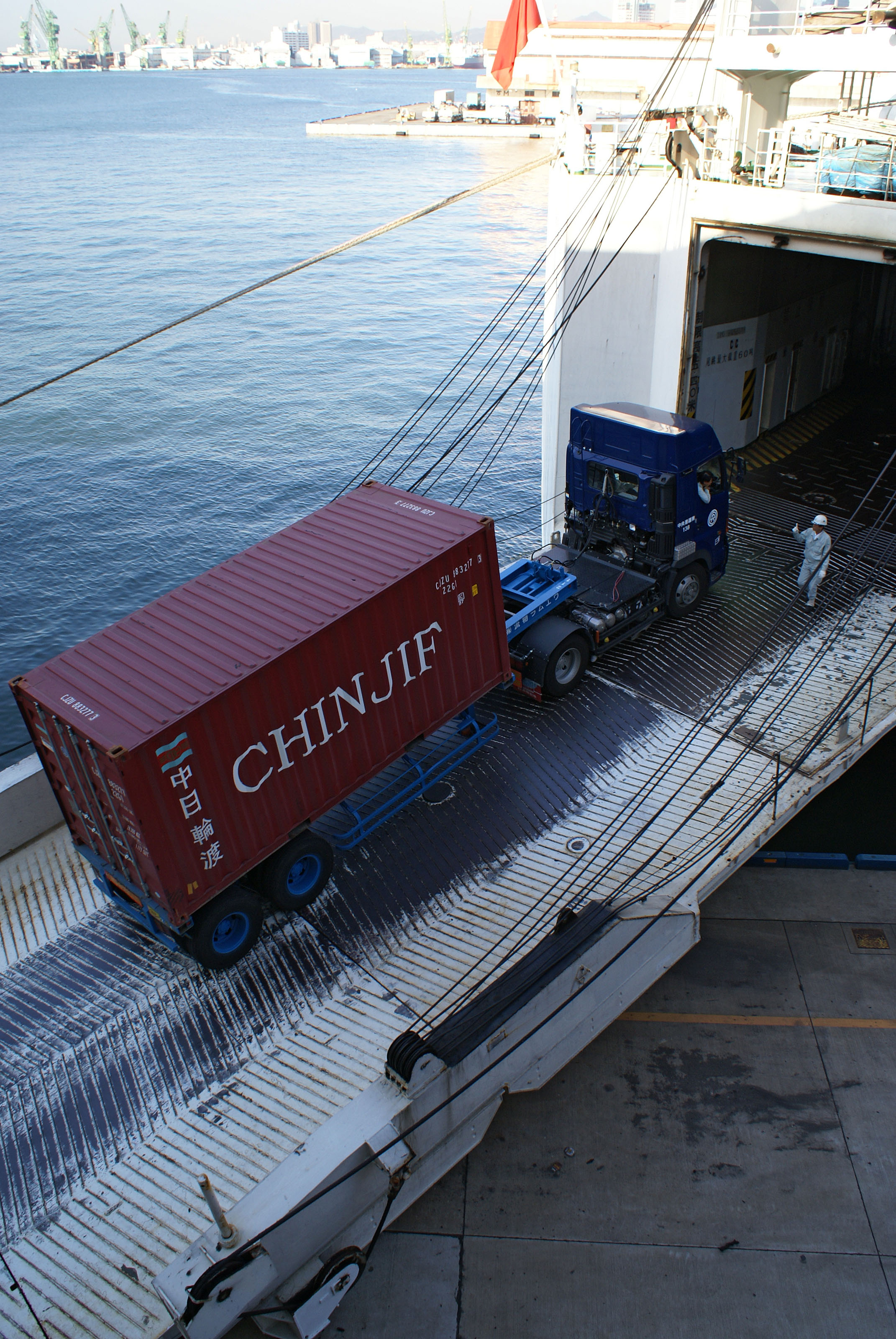
コンテナ運搬中
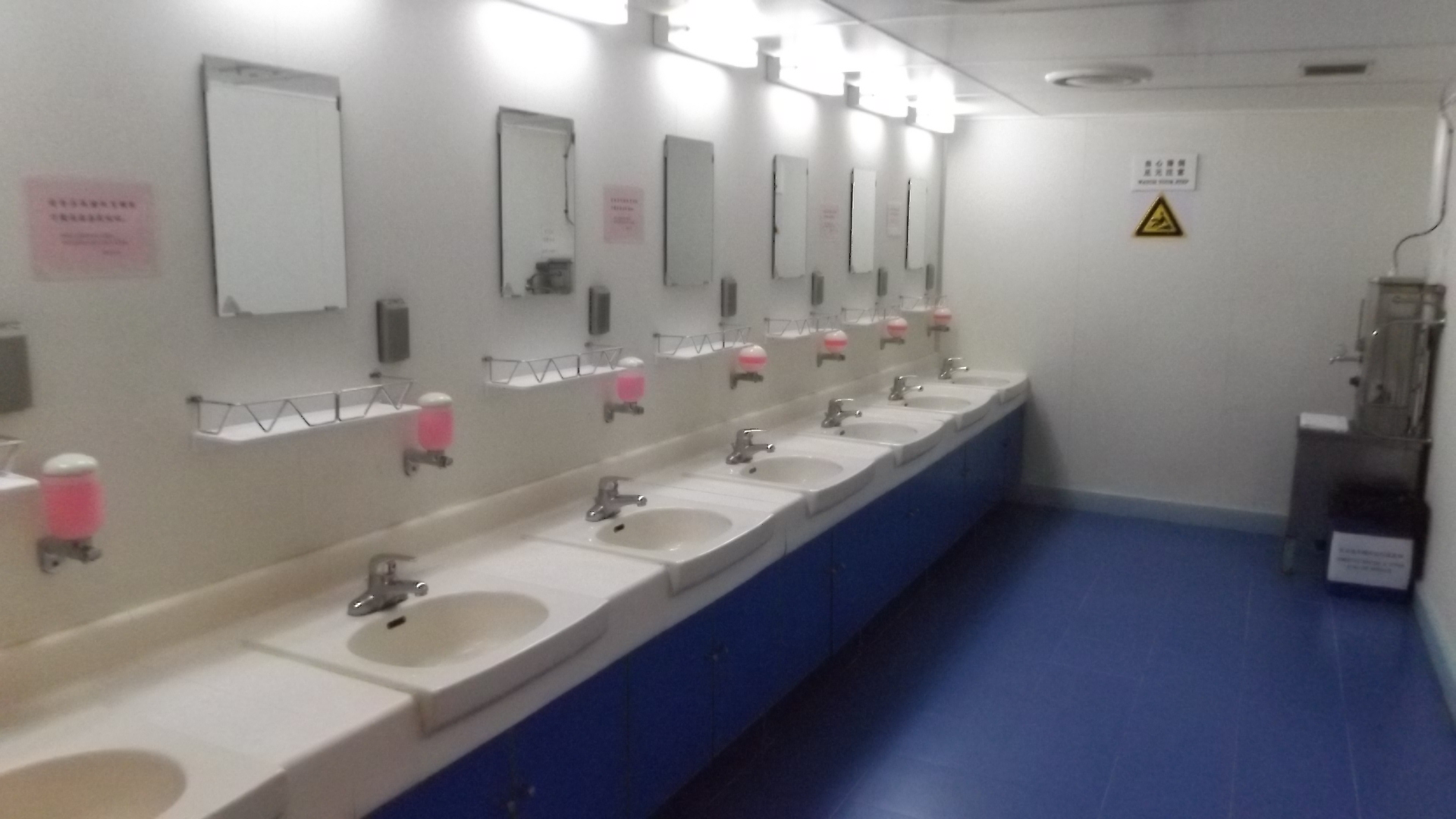
船内の洗面台と給湯器
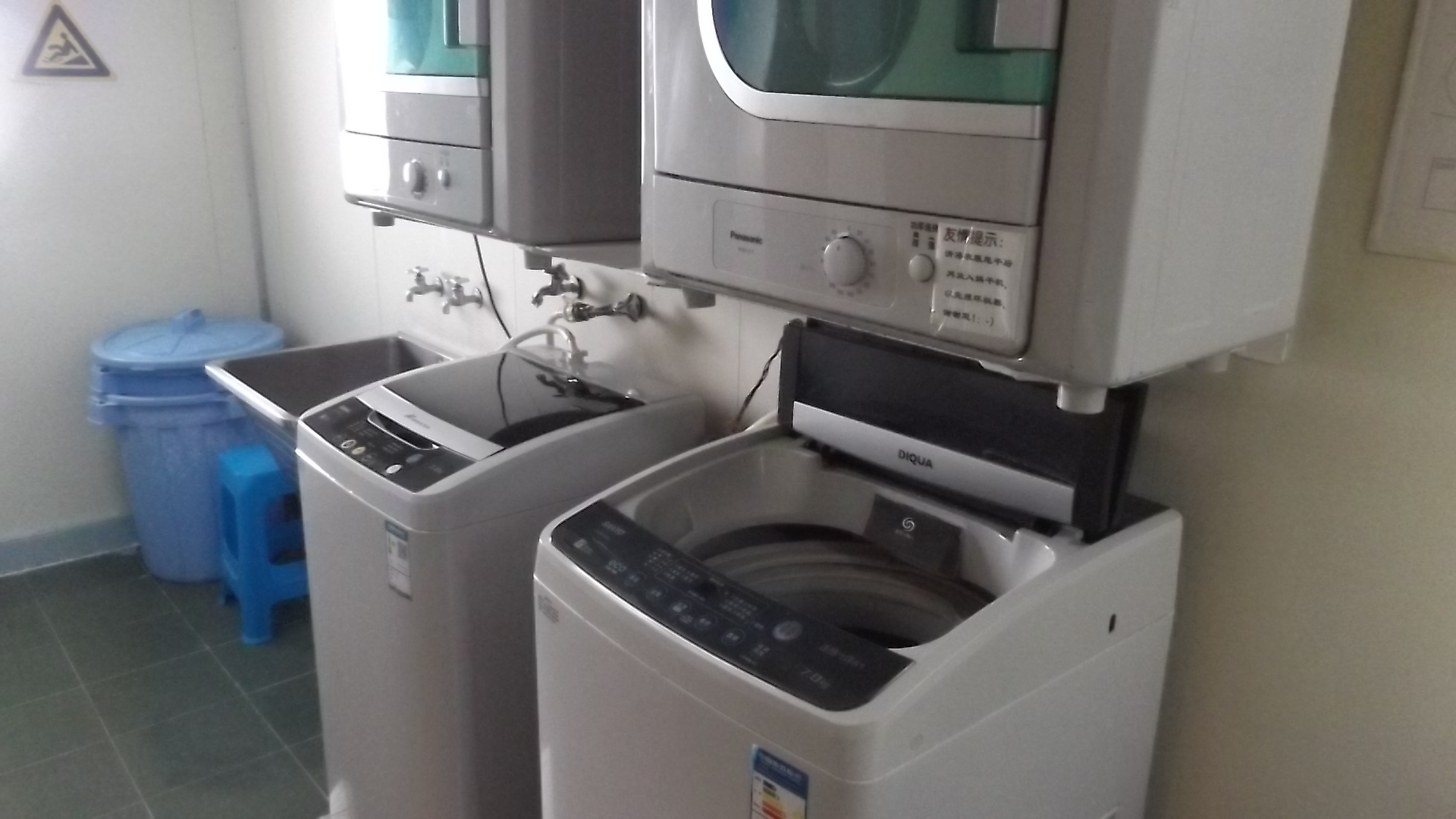
船内の洗濯機。利用料は無料。
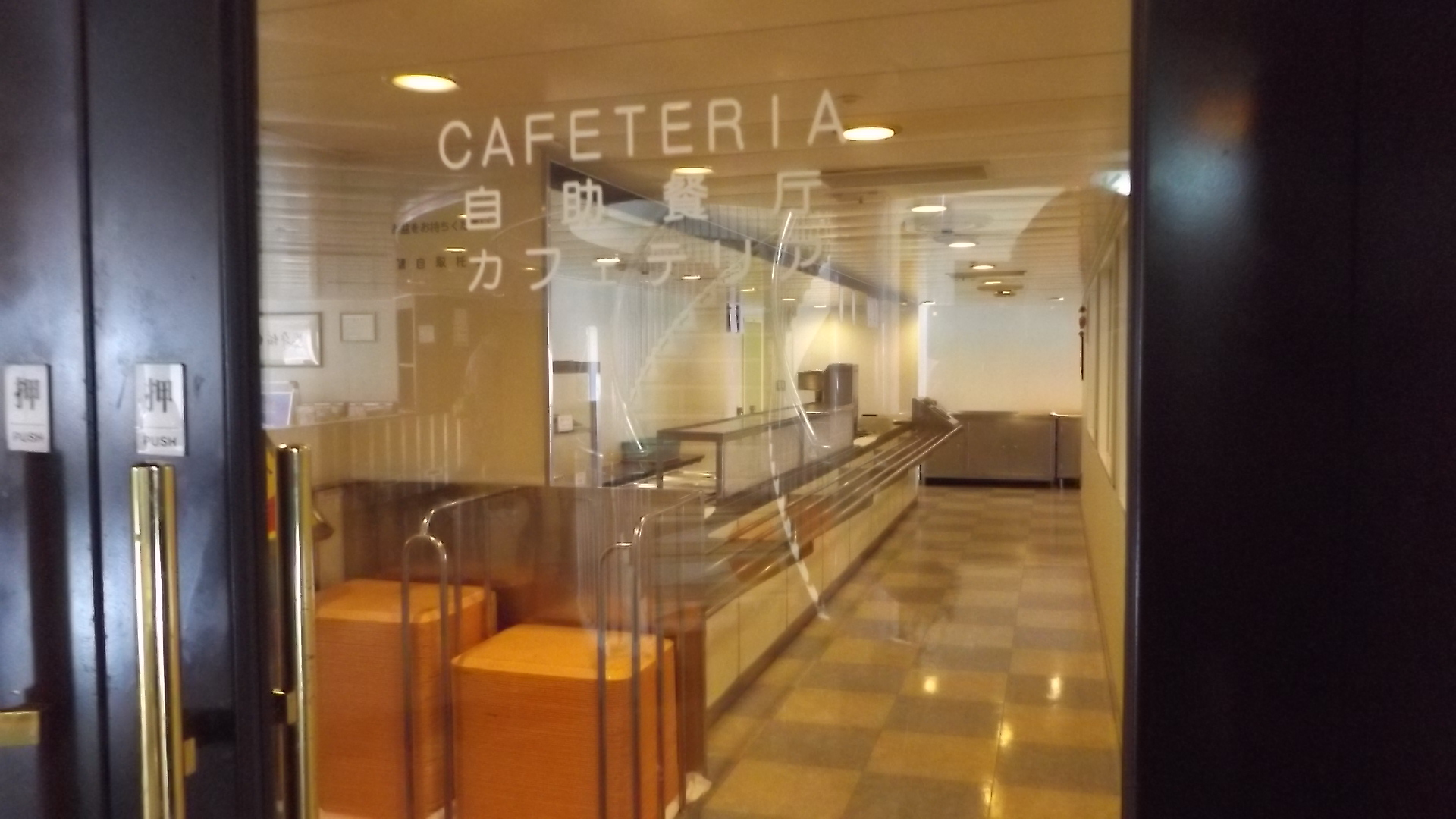
船内のレストラン入口
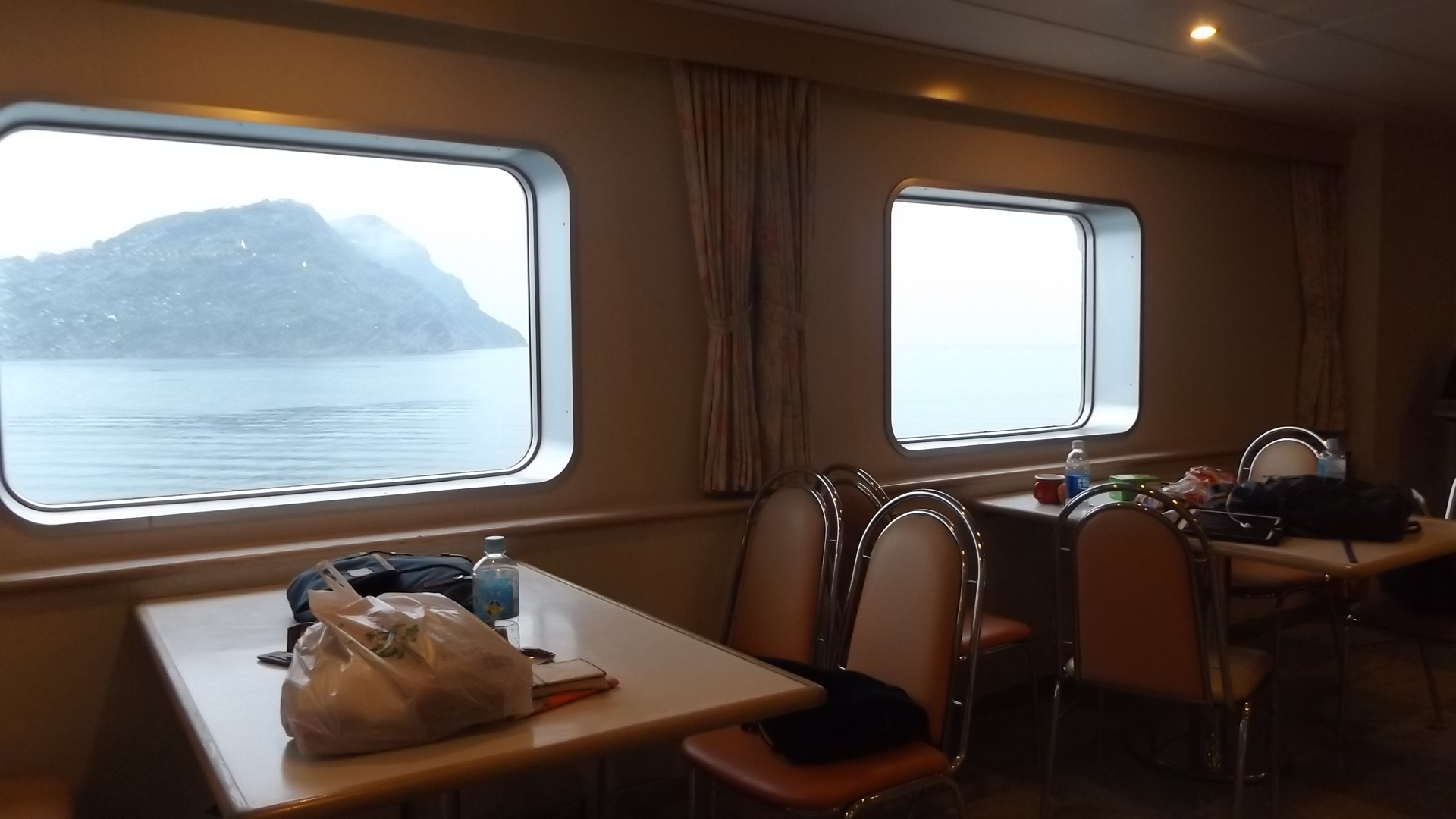
船内のレストランの座席
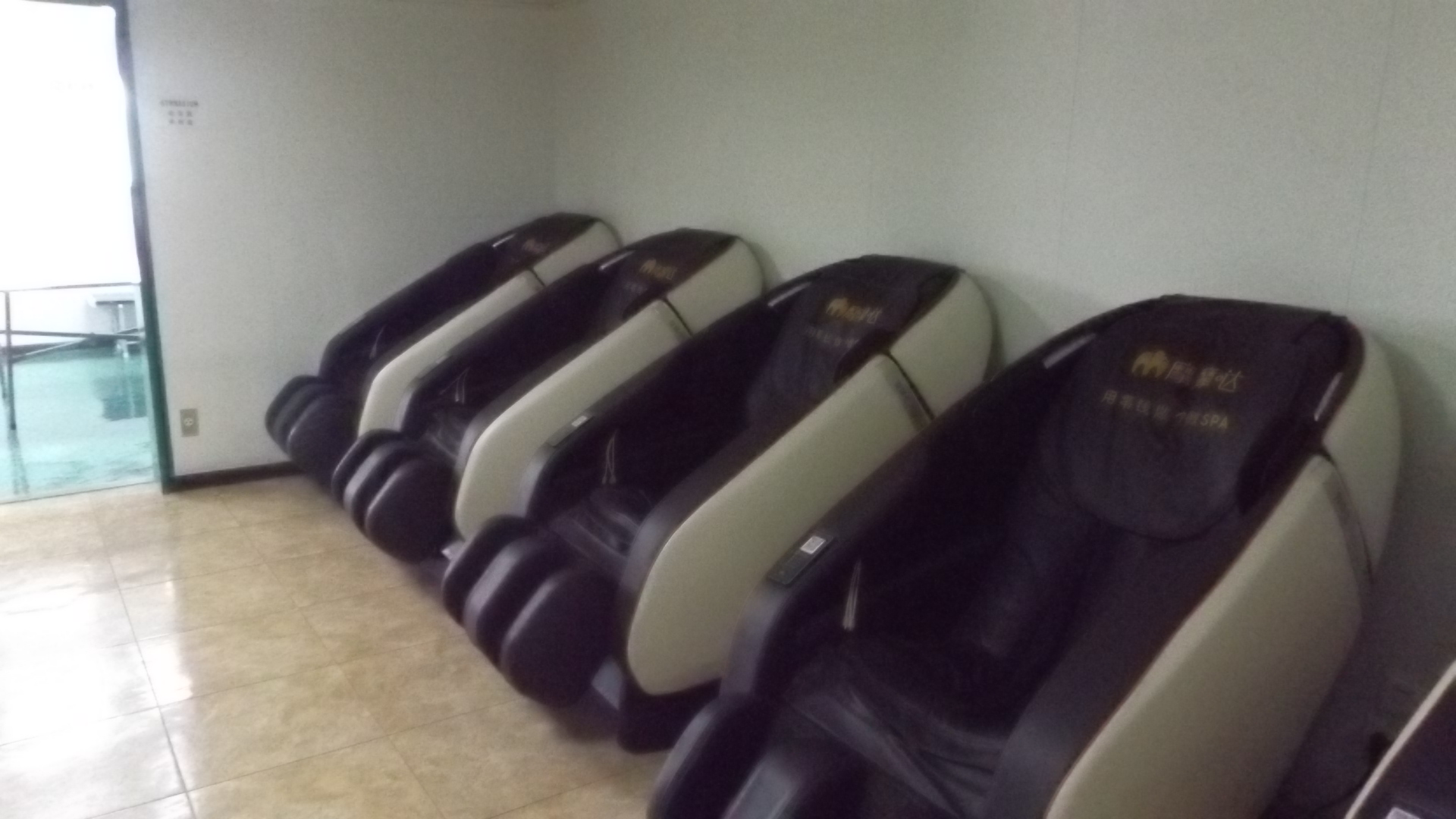
船内のマッサージチェア
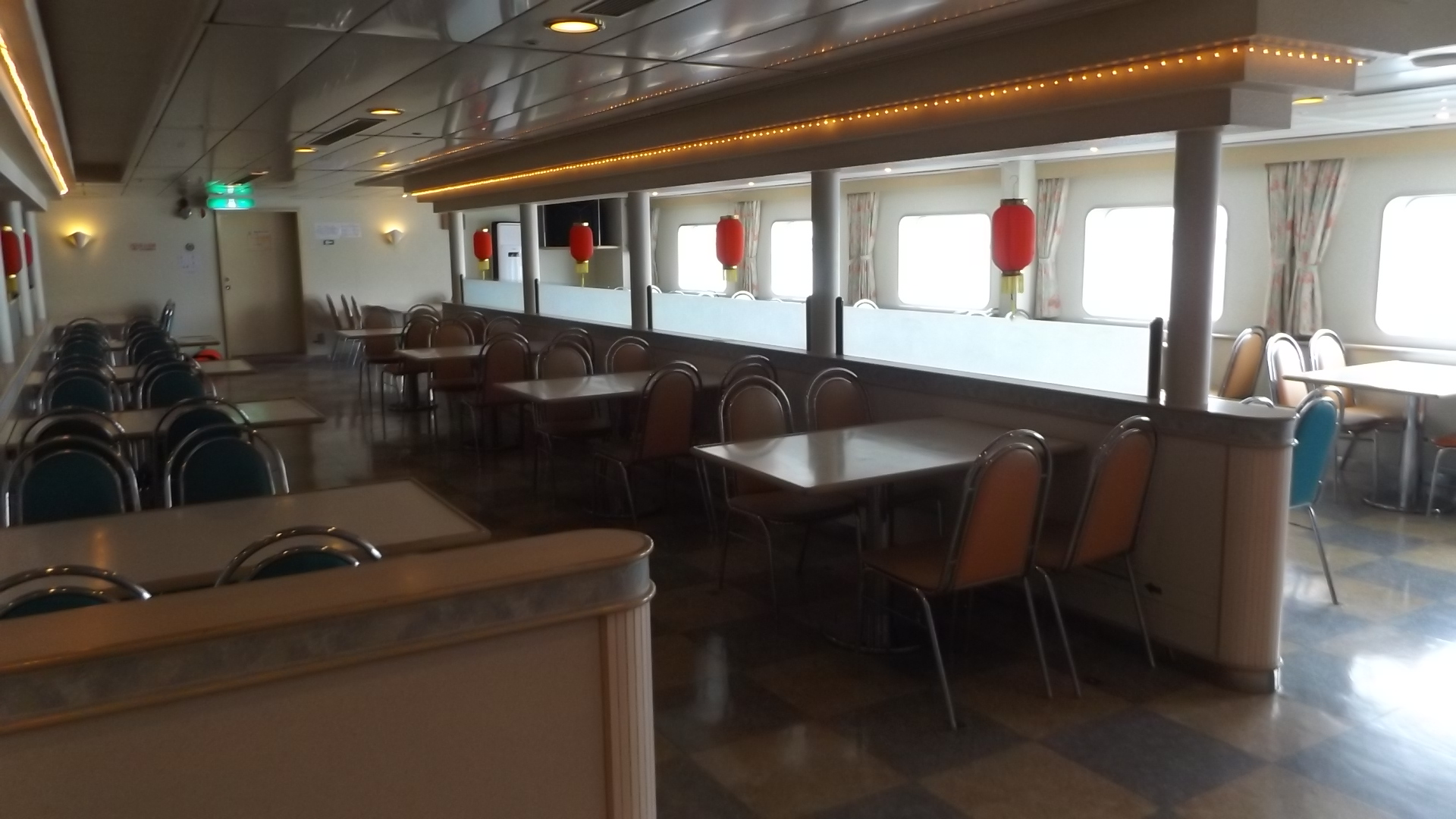
船内のレストラン全景
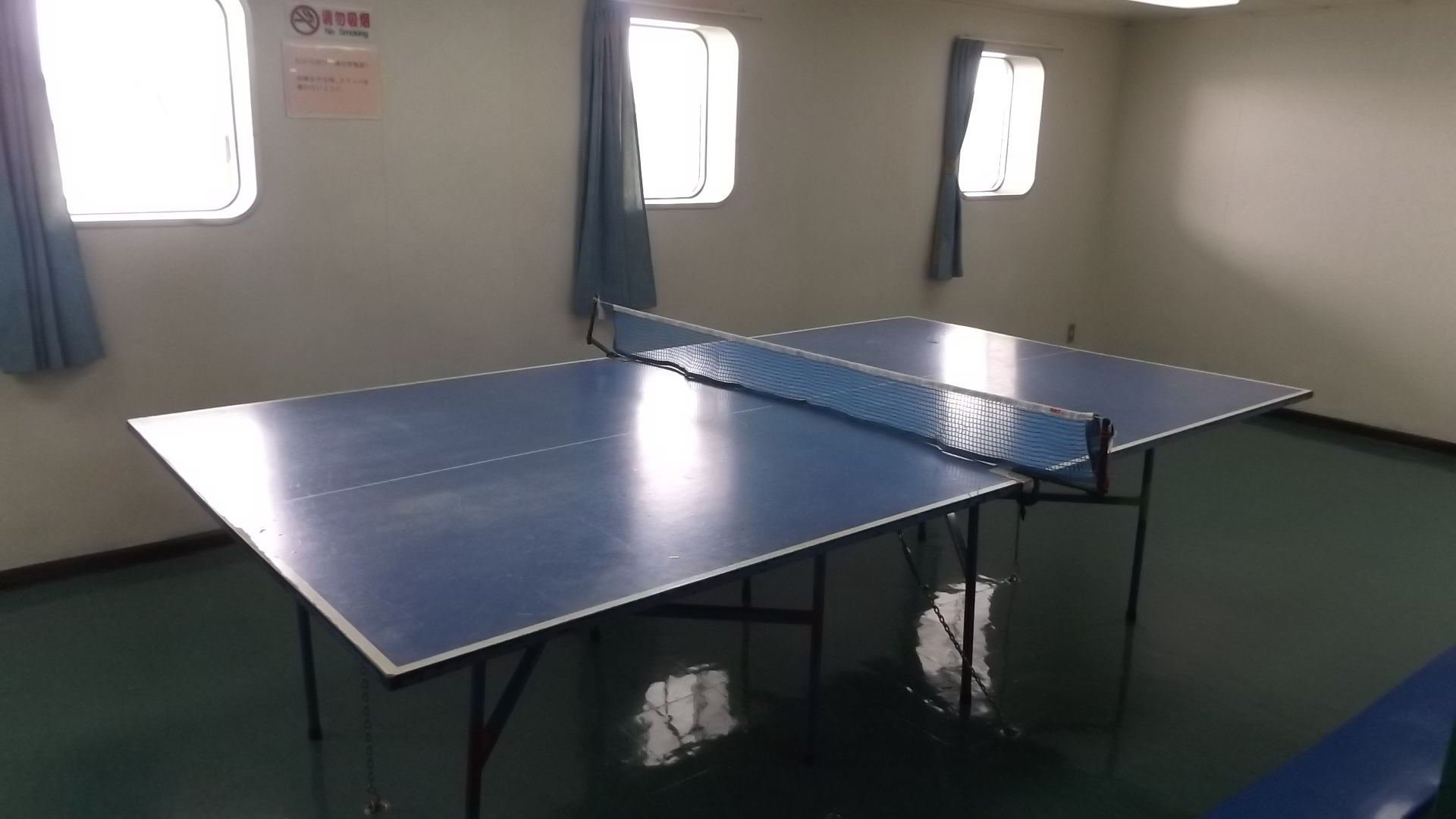
船内の卓球場
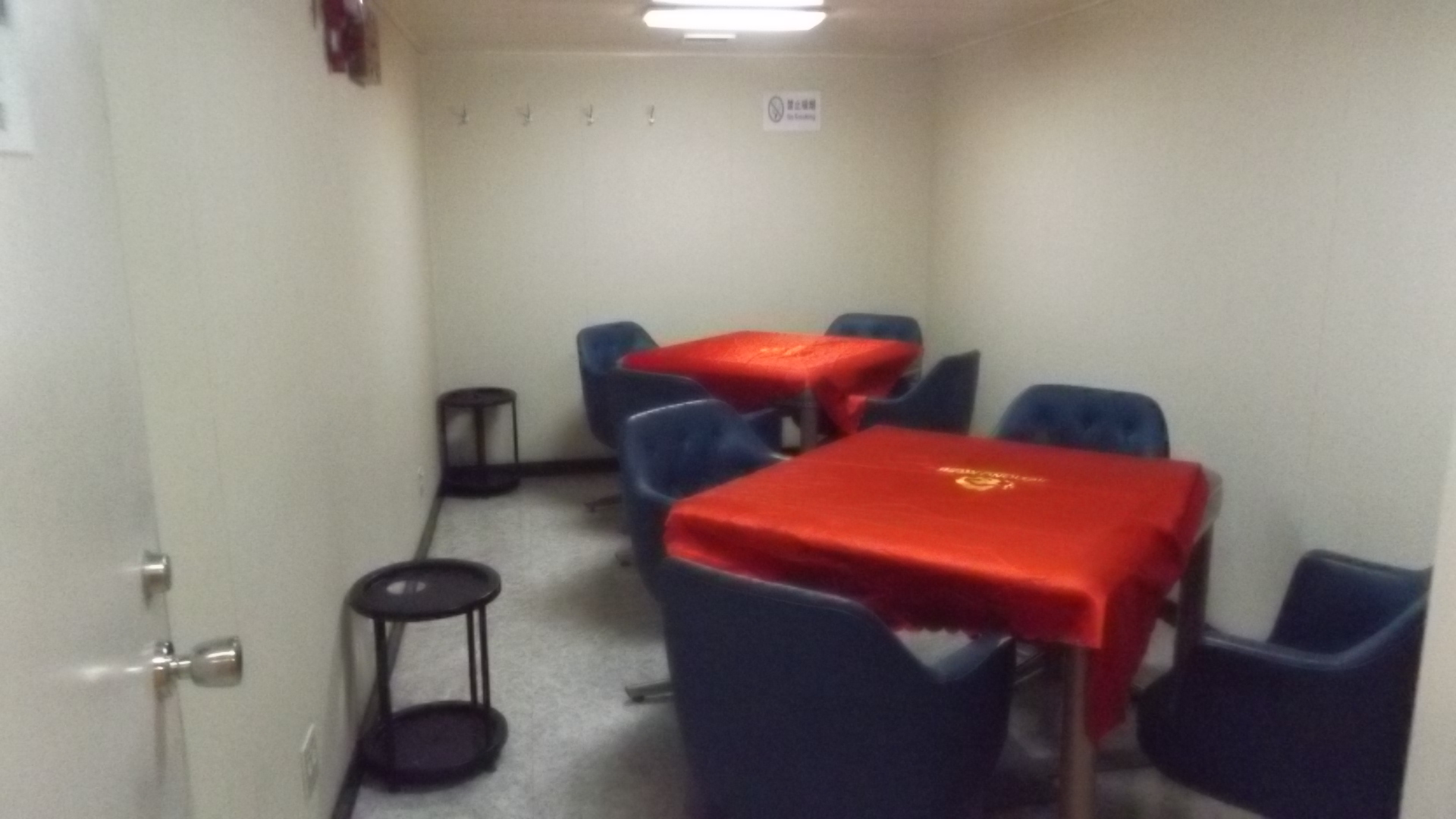
船内の麻雀場
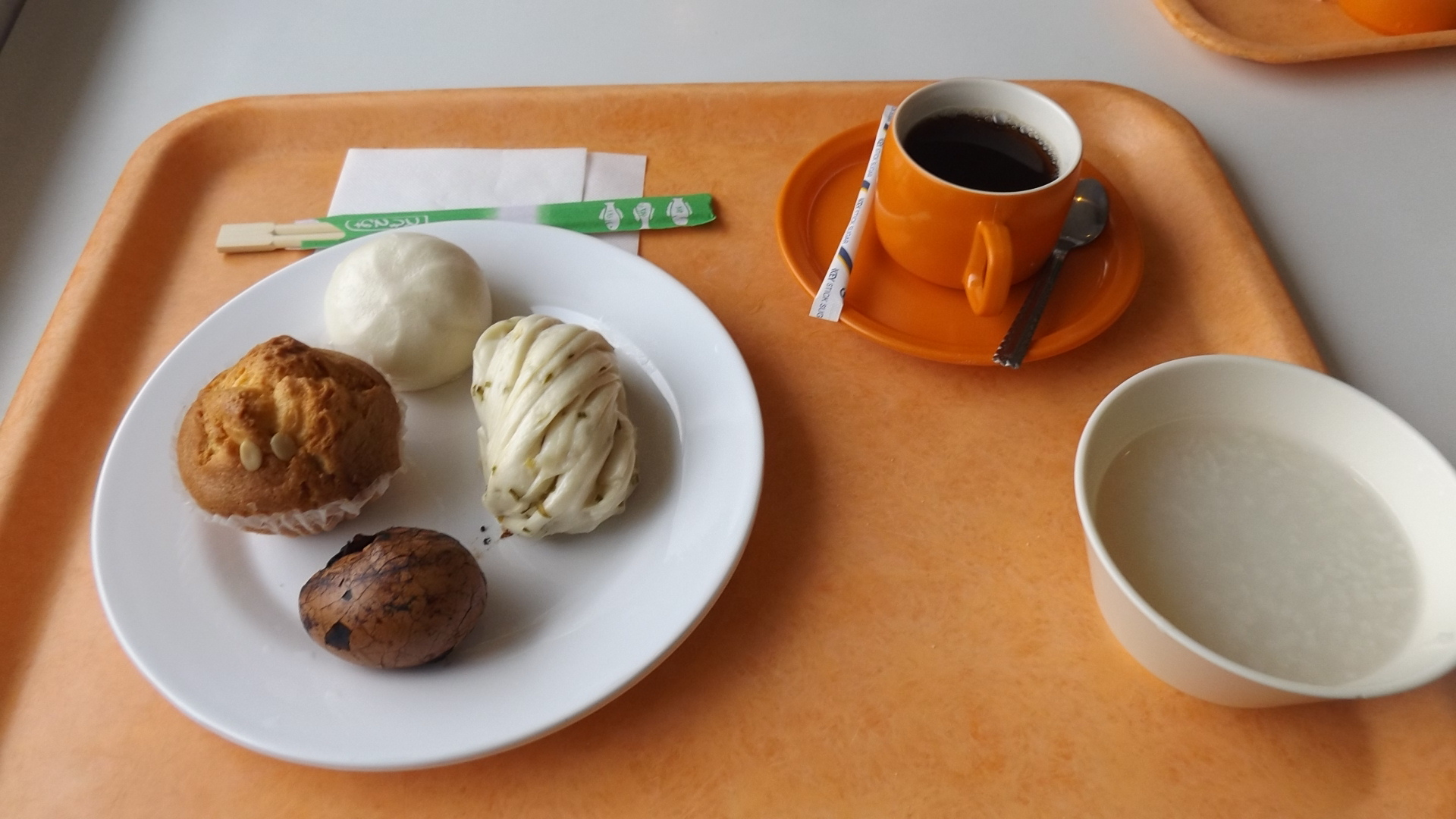
船内で無料提供される朝食の例
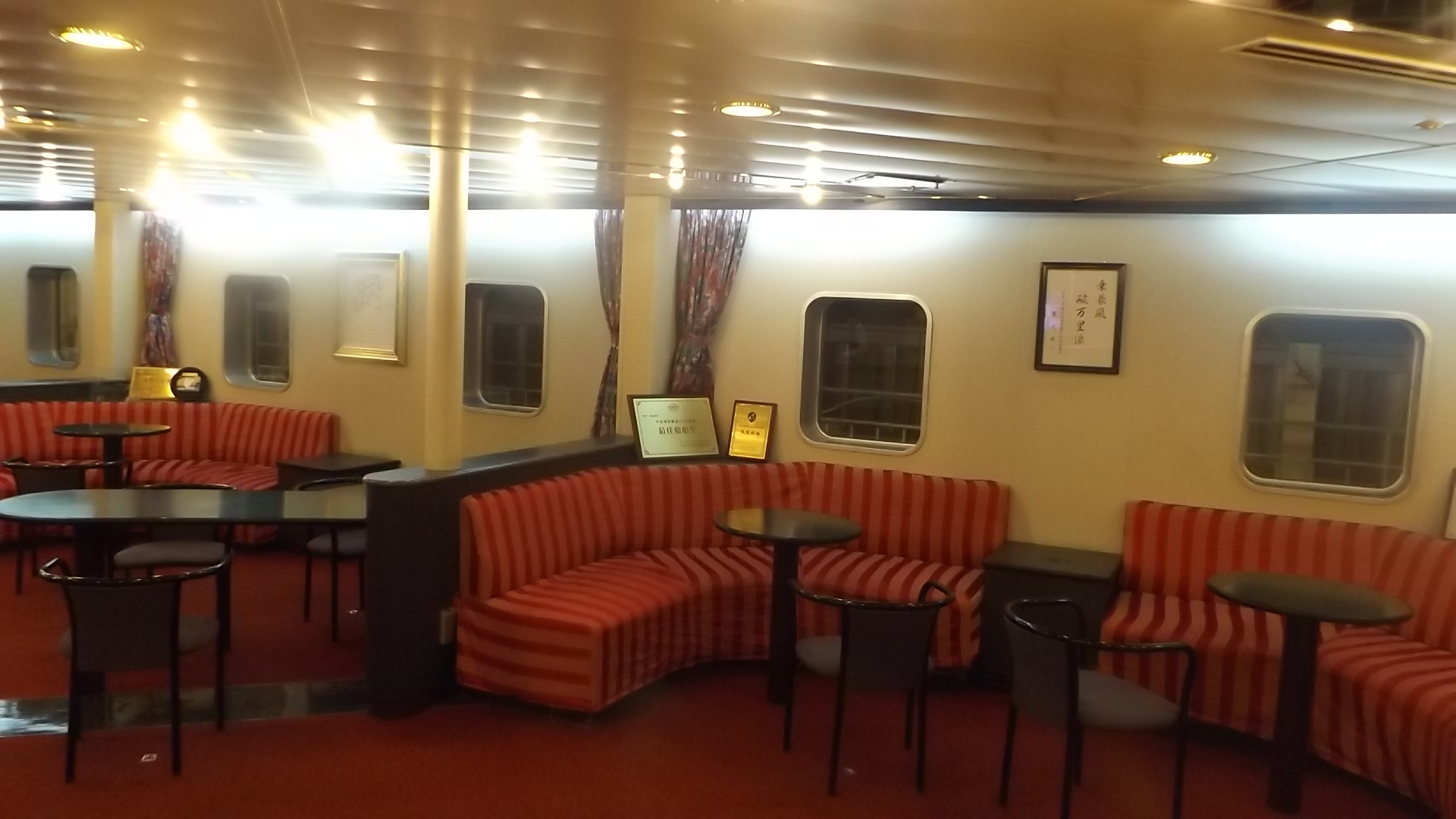
船内のカラオケバー。ドリンク1杯注文すれば、カラオケが複数曲歌える。
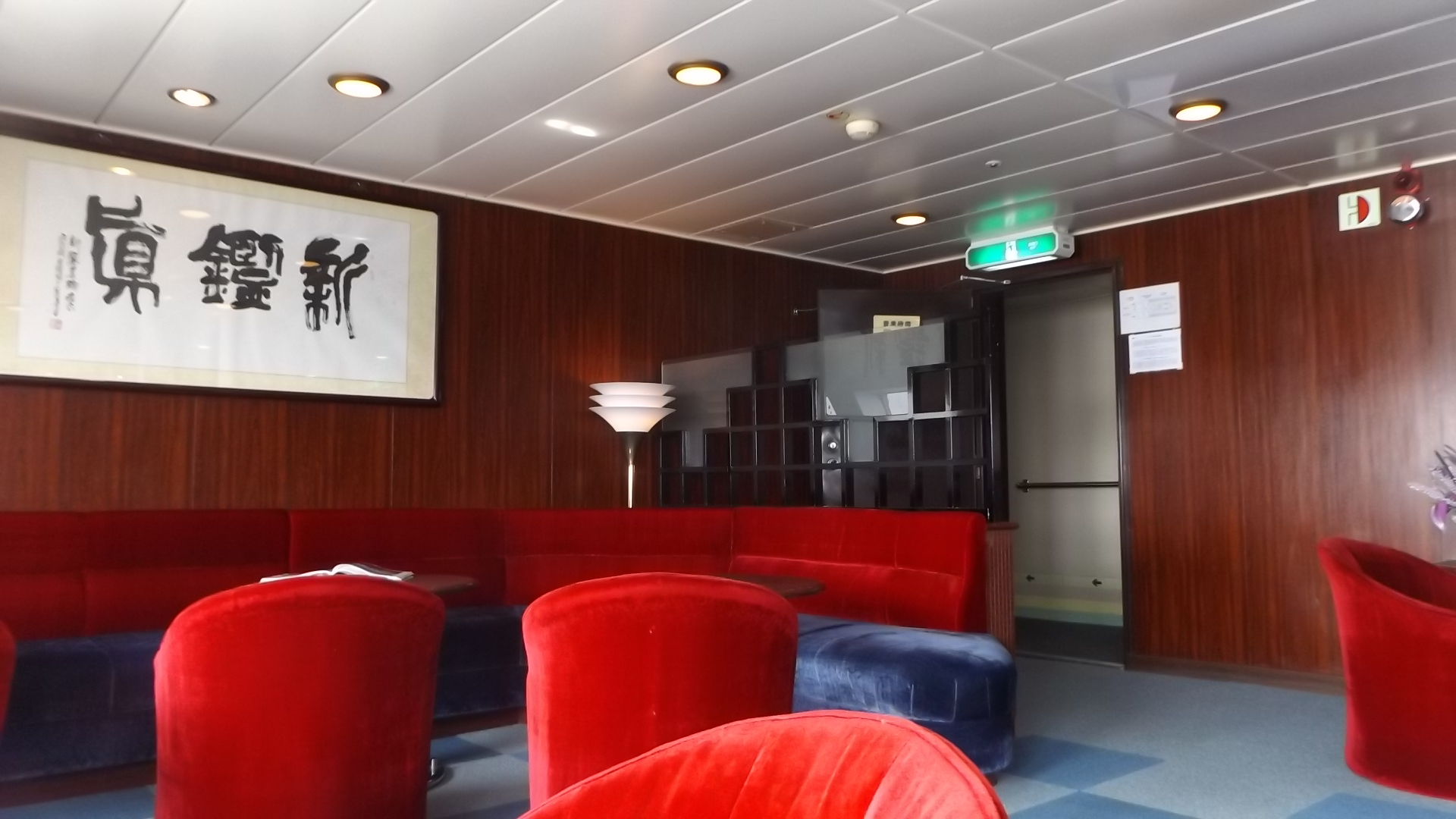
船内のカフェ室。元々は1等客用のラウンジをカフェとして乗客全員に開放している。注文しなくても座席は利用可能。